# Mario Tagarinski
Mario Ivanov Tagarinski (en búlgaro: Марио Иванов Тагарински; Yámbol, 4 de agosto de 1958) es un ingeniero y político búlgaro, que se desempeñó como ministro de Administración Pública, entre 1997 y 1999.

## Biografía
Nacido en Yámbol en agosto de 1958, se graduó con una licenciatura en Ingeniería Eléctrica de la Universidad Técnica de Sofía en 1977. Entre 1976 y 1982 trabajó para la empresa estatal metalúrgica Kremikovtzi.
Afiliado a la Unión de Fuerzas Democráticas (UFD), fue elegido por este partido a la Asamblea Nacional en cinco legislaturas consecutivas entre 1994 y 2013. En las elecciones legislativas de 2009, correspondientes a la 41.ª Asamblea Nacional, abandonó la UFD y se unió al pequeño partido Orden, Ley y Justicia (en búlgaro: Ред, законност и справедливост), pero dejó el partido en diciembre de 2009, provocando el colapso del bloque parlamentario del partido al no poder sostener el mínimo de 10 parlamentarios. Si bien regresó a la UFD, más adelante también ha estado asociado con el partido Nueva Social Democracia (en búlgaro: Нова социалдемократическа партия).
Está casado y tiene dos hijos. Además de su búlgaro nativo, también habla ruso e inglés.